# Rudolf Seck
Rudolf Joachim Seck (Bunsoh, 15 luglio 1908 – Flensburgo, 1974) è stato un militare tedesco, SS-Oberscharführer durante la seconda guerra mondiale nel corso della quale commise un gran numero di crimini contro l'umanità, per i quali è stato successivamente condannato all'ergastolo in Germania.

## Biografia

### Carriera
Seck fu Unterscharführer poi promosso Oberscharführer delle SS. Fu il comandante del campo di concentramento di Jungfernhof, in Lettonia. Il suo ufficio fu presso la sede della Gestapo a Riga.
Secondo Joseph Berman, un ebreo di Ventspils sopravvissuto all'Olocausto e assegnato alla pulizia dell'automobile di Seck, Seck fu strettamente associato a Rudolf Lange, il principale leader delle SS nella Lettonia occupata. Seck prese l'abitudine di aspettare gli ebrei deportati dalla Germania, dall'Austria o dalla Cecoslovacchia, alla stazione ferroviaria di Šķirotava. Questi ebrei dovevano essere inviati al ghetto di Riga o ai campi di concentramento di Jungfernhof o Salaspils, ma di solito ciò non avvenne, poiché Seck li dirottò nella foresta di Biķernieki o nella foresta di Rumbula per ucciderli in massa.
Seck viaggiò anche in Lettonia, negli stati baltici e nella Bielorussia con i convogli nazisti per combattere contro i partigiani o per liquidare i vari campi e ghetti. La Gestapo mantenne un deposito di vestiti a Riga dove furono raccolti gli effetti personali degli ebrei assassinati: Seck fu visto nel deposito di abbigliamento per appropriarsi delle valigie di vestiti e dei gioielli.
Seck picchiava e maltrattava personalmente i prigionieri regolarmente, fu responsabile della selezione di circa 1700 ebrei tra i detenuti del campo di concentramento di Jungfernhof da trasportare, il 26 marzo 1942, nella foresta di Biķernieki per essere assassinati in quella che divenne nota come l'Aktion Dünamünde.

## Condanna per crimini contro l'umanità
Dopo la guerra, Seck fu processato in Germania con altro personale nazista che aveva pianificato o partecipato all'omicidio degli ebrei in Lettonia: nel 1951, fu condannato all'ergastolo. Tra i crimini riconosciuti ci fu l'omicidio di otto ebrei in prima persona, di cui sette a Jungfernhof. La corte descrisse questi omicidi come segue:
Osservò che l'accusato lasciava il cosiddetto blocco degli uomini guidando cinque vecchi davanti a lui. Il testimone si fermò vicino agli anziani; le cinque persone dovettero mettersi sull'attenti e poi inginocchiarsi (...) Rivolse all'imputato la sua domanda sul lavoro ma non ricevette risposta. Fu respinta con un cenno della mano e cominciò a sparare uno dopo l'altro agli ebrei con un colpo alla nuca da una distanza di 2-3 metri. Quando la testimone cercò di scappare, l'imputato la minacciò di fucilarla se non fosse rimasta. La testimone è stata costretta ad assistere alle rimanenti uccisioni.
L'imputato sparò poi agli altri quattro ebrei. Nel frattempo, si soffermò ad insultare le sue vittime chiamandole cani pigri o venerei. (...)»